# Fernando Fonseca
Pour les articles homonymes, voir Fonseca.
Fernando Fonseca, de son nom complet Fernando Manuel Ferreira Fonseca, est un footballeur portugais né le 14 mars 1997 à Porto. Il évolue au poste d'arrière droit.

## Biographie

### En club
Formé au FC Porto, il débute pour la saison 2016-1017 dans l'équipe B du club, qui évolue en deuxième division portugaise. En fin de saison, il joue un match pour le compte de l'équipe première en première division portugaise,.
Pour la saison 2016-2017, il est prêté au GD Estoril-Praia,.
Il est joueur du Gil Vicente depuis 2019,.

### En sélection
Avec la sélection olympique, il participe aux Jeux olympiques d'été de 2016 organisés au Brésil. Il est titulaire lors du tournoi et dispute les quatre matchs de son équipe, le Portugal s'incline en quart face à l'Allemagne.
Avec les espoirs, il délivre deux passes décisives lors d'un match amical face à la Tchéquie, le 11 novembre 2016 (victoire 3-1). Il participe ensuite au championnat d'Europe espoirs en 2017. Lors de cette compétition organisée en Pologne, il doit se contenter du banc des remplaçants. Le bilan du Portugal dans ce tournoi s'élève à deux victoires et une défaite.